# Мариенхаузен
Мариенхаузен (нем. Marienhausen) — община в Германии, в земле Рейнланд-Пфальц. 
Входит в состав района Нойвид. Подчиняется управлению Дирдорф.  Население составляет 491 человек (на 31 декабря 2010 года). Занимает площадь 4,84 км².